# Satu Mäkelä-Nummela
Satu Mäkelä-Nummela (ur. 26 października 1970 w Orimattili) – fińska strzelczyni specjalizująca się w trapie, złota medalistka olimpijska z Pekinu.
12 stycznia 2009 roku została wybrana sportowcem roku w Finlandii poprzedniego roku.
Jest żoną Mattiego Nummeli, który również był strzelcem i uczestnikiem trzech igrzysk olimpijskich.

## Igrzyska olimpijskie
Na igrzyskach zadebiutowała w 2008 roku w Pekinie. W finale pobiła nowy rekord olimpijski, co dało jej złoty medal olimpijski. W kolejnych latach nie udało się zakwalifikować do finałów.
| Igrzyska | Miejscowość    | Konkurencja | Kwalifikacje | Kwalifikacje | Finał | Finał   |
| Igrzyska | Miejscowość    | Konkurencja | Wynik        | Pozycja      | Wynik | Pozycja |
| -------- | -------------- | ----------- | ------------ | ------------ | ----- | ------- |
| IO 2008  | Pekin          | Trap        | 70           | 2. Q         | 91    | złoto   |
| IO 2012  | Londyn         | Trap        | 70           | 7.           | NQ    | NQ      |
| IO 2016  | Rio de Janeiro | Trap        | 66           | 10.          | NQ    | NQ      |